# Адамантина
Адамантина (порт. Adamantina)  —  муниципалитет в Бразилии, входит в штат Сан-Паулу. Составная часть мезорегиона Президенти-Пруденти. Входит в экономико-статистический  микрорегион Адамантина. Население составляет 34 536 человек на 2006 год. Занимает площадь 411,781 км². Плотность населения — 83,9 чел./км².
Праздник города —  13 июня.

## История
Город основан в 1949 году.

## Статистика
- Валовой внутренний продукт на 2003 составляет 250.833.469,00 реалов (данные: Бразильский институт географии и статистики).
- Валовой внутренний продукт на душу населения на 2003 составляет 7.364,46 реалов (данные: Бразильский институт географии и статистики).
- Индекс развития человеческого потенциала на 2000 составляет 0,812 (данные: Программа развития ООН).

## География
Климат местности: горный тропический. В соответствии с классификацией Кёппена, климат относится к категории Cwb.